# Вилория, Брайан
Брайан Вилория (англ. Brian Viloria), (24 ноября 1980 в Ваипаху, Гавайи, США) — американский боксёр-профессионал, выступавший в наилегчайшей (Flyweight) (до 50,8 кг) весовой категории. Чемпион мира по боксу 1999 года. Чемпион мира в минимальном весе (по версии WBC, 2005—2006.) Чемпион мира в наилегчайшем весе (по версии IBF, 2009—2010., по версии WBO, 2011—2013, по версии WBA, 2012—2013).
34-летний Брайан Вилория, в своё время входил в топ-10 P4P до поражения Хуану Франсиско Эстраде.

## Любительская карьера
В 1999 году Вилория выиграл чемпионат США, Национальный Золотые перчатки и титул чемпиона мира. На чемпионате мира победил в финале Маикро Ромеро.
В 2000 году на отборочном чемпионате для участия в Олимпийских играх, победил Нонито Донэра и Гленна Донэра.
В 2000 году на Олимпийских играх в Сиднее победил Сергея Казакова а затем проиграл Брахиму Аслум, которого он избил в 1999 чемпионате мира в Хьюстоне. Его общий рекорд был 230-8.
В 1999 году завоевал премию боксёра года США.

## Профессиональная карьера
Дебютировал на профессиональном ринге в мае 2001 года.
В 2002 году завоевал молодёжный титул чемпиона мира по версии WBC. В этом же году завоевал титул чемпиона Северной Америки по версии NABF, победив по очкам перуанца Альберто Росселя.
В 2005 году нокаутировал в первом раунде мексиканца Эрика Ортиса и стал чемпионом мира по версии WBC в минимальном весе. Через год проиграл титул по очкам мексиканцу Омару Нино Ромеро.
В апреле 2007 года проиграл по очкам мексиканцу Эдгару Сосе.
19 апреля 2009 года нокаутировал в 11-м раунде мексиканца Улисеса Солиса и завоевал титул чемпиона мира по версии IBF в наилегчайшем весе. Через год проиграл титул нокаутом венесуэльцу Карлосу Тамаре.
11 декабря 2011 года нокаутировал мексиканца Джовани Сегуру.
В июле 2011 года победил мексиканца Хулио Сезара Миранду и завоевал титул чемпиона мира по версии WBO.
В ноябре 2012 года в объединительном бою нокаутировал чемпиона мира по версии WBA мексиканца Эрнанда Маркеса и объединил титулы.
6 апреля 2013 года в Макао проиграл титулы по очкам раздельным решением судей мексиканцу Хуану Франсиско Эстраде.
17 октября 2015 года в Нью-Йорке проиграл никарагуанскому боксёру Роману Гонсалесу.
24 февраля 2018 года проиграл непобежденному украинскому боксёру Артёму Далакяну бой за вакантный титул чемпиона мира по версии WBA в наилегчайшем весе.